# Случајно заједно
Случајно заједно (енгл. Blended) амерички је љубавно-хумористички филм из 2014. године, у режији Френка Корачија, по сценарију Клер Сере и Ивана Менчела. Адам Сандлер и Дру Баримор глуме два самохрана родитеља који су иду на састанак на слепо и више никада не желе да се виде. На њихово изненађење, обоје завршавају у истом афричком сафари-одмаралишту са својом децом, те су приморани да остану заједно. Ансамблску поделу улога чине: Бела Торн, Ема Ферман, Тери Круз, Џоел Макхејл, Венди Маклендон Кови, Кевин Нилон и Шакил О’Нил.
Приказан је 23. маја 2014. у САД, односно 3. јула у Србији. Зарадио је 128 милиона долара, упркос негативним рецензијама критичара. Трећа је сарадња Сандлера и Бариморове, после филмова Свадбени певач (1998) и 50 првих састанака (2004).

## Радња
После катастрофалног првог састанка самохрани родитељи Лорен (Дру Баримор) и Џим (Адам Сандлер) сложиће се само око једне ствари: никад више не желе да се виде. Али, кад се обоје случајно пријаве за забавни породични одмор с децом, биће присиљени да на недељу дана деле апартман у луксузном афричком сафари одмаралишту.

## Улоге
| Глумац               | Улога           |
| -------------------- | --------------- |
| Адам Сандлер         | Џим Фридман     |
| Дру Баримор          | Лорен Ренолдс   |
| Бела Торн            | Хилари Фридман  |
| Брекстон Бекам       | Брендан Ренолдс |
| Ема Ферман           | Еспен Фридман   |
| Кајл Ред Силверстајн | Тајлер Ренолдс  |
| Аливија Алин Линд    | Луиз Фридман    |
| Тери Круз            | Никенс          |
| Кевин Нилон          | Еди Ворник      |
| Џесика Лоу           | Џинџер Ворник   |
| Зак Хенри            | Џејк Ворник     |
| Венди Маклендон Кови | Џен Палмер      |
| Џоел Макхејл         | Марк Ренолдс    |